# Isabel García Elorza
Isabel García Elorza (Bilbao, 13 de julio de 1946), también conocida como Isabel Elorza García es una arquitecta española especializada en Urbanismo, Economía y Técnica de Obras. Es considerada una de las mujeres arquitectas pioneras de Aragón.

## Trayectoria
Se licenció en 1971 por la Escuela Técnica Superior de Arquitectura de Madrid (ETSAM) donde fue alumna de Francisco Javier Sáenz de Oiza, Javier Carvajal Ferrer, Alejandro de la Sota Martínez y Rafael Moneo, entre otros. En el curso 1966-67 en la ETSAM coincidió en la misma clase con Carmen Bravo, Aurora Regúlez, Rita Iranzo, Ana Iglesias, Gabriel Ruiz Cabrero, Enrique Perea Caveda, Carlos Puente, Rafael Payá Vicens, Luis Vergara, Chiqui Otamendi,  Juan Sebastián Bollaín, Luis Rodríguez Cueto o el cineasta Fernando Colomo.
Pertenece a la denominada Escuela Castellana y considera que la arquitectura es algo intelectual o popular. En 1992, trabajó como arquitecta en la oficina municipal del Plan General del Ayuntamiento de Zaragoza, donde fue funcionaria interina entre 1994 y 1997. En 1993, participó en la ejecución de los trabajos urbanísticos de los Criterios Generales para la Revisión del Plan General de Ordenación Urbana y en diciembre de 1996, en los del Avance de Plan General. De 1998 a 1999 estuvo en la Diputación General de Aragón. Su inquietud por recuperar y reconvertir viejos edificios la llevó en colaboración con su marido, Manuel Fernández Ramírez también arquitecto, a actualizar algunos edificios renacentistas como la transformación en 1977 del Palacio de los Torrero del siglo XV en la nueva sede del Colegio de Arquitectos o la casona de los Armijo, en la sede del Justicia de Aragón, en 1995.

## Obras
- 1968 – Escenografía de la versión de Jean-Paul Sartre de Las Troyanas, producida por el Colegio Mayor Padre Poveda, en colaboración con Maruja Gutiérrez.[4]
- 1976-1980 – Conjunto residencial de 72 viviendas en la vía de la Hispanidad n.º 59-63 de Zaragoza, en colaboración con Manuel Fernández Ramírez.[5]
- 1977 – Reforma y rehabilitación general del edificio del Colegio Oficial de Arquitectos de Aragón.[1]
- 1981 – Restauración de la Casa de los Torrero para sede del Colegio de Arquitectos de Aragón y Rioja de la plaza de Santa Cruz, Zaragoza.[5]
- 1982 – Edificio de viviendas en la calle Doctor Cerrada n.º 7-13 de Zaragoza en colaboración con Manuel Fernández Ramírez.[5]
- 1983 – 1986 Nuevo Aulario de la Facultad de Derecho de la Universidad de Zaragoza, en colaboración con Saturnino Cisneros, Juan Antonio Carmona y Manuel Fernández Ramírez.[6][7]
- 1984 – Grupo de las 62 viviendas experimentales Gabriel García Márquez de promoción pública en el distrito Actur-Rey Fernando de Zaragoza, junto a Manuel Fernández Ramírez.[8]
- 1986 – Sucursal de la Caja de Arquitectos en la plaza de Santa Cruz n.º 7 de Zaragoza con Manuel Fernández Ramírez.[8]
- 1988 – Proyecto de decoración y amueblamiento de la Misión Permanente de España ante los organismos internacionales en Ginebra.[1]
- 1990-1996 – Restauración y rehabilitación general del antiguo edificio de «Galletas Patria» de la Avda. de Cataluña de Zaragoza.[8]
- 1995 – Rehabilitación del palacio de Armijo como nueva sede del Justicia de Aragón en la calle D. Juan de Aragón n.º 7, de Zaragoza.[9][10][11]
- 1999 – Plan Parcial del Área 65-1, Monzalbarba, del Plan General de Urbanismo de Zaragoza.[1]

## Reconocimientos
En 1978, obtuvo el Primer premio del Concurso de Avance de Planeamiento Parcial de la Nueva Universidad de Zaragoza junto a Saturnino Cisneros Lacruz, Manuel Fernández Ramírez, Juan Carmona Mateu y Jesús Heredia Lagunas.
En 1987, fue galardonada con el primer premio del Concurso nacional de ideas para «Albergues provisionales desmontables de madera» (MOPU y MAPA).
En 1995, logró el Primer premio del Concurso nacional de anteproyectos para la rehabilitación del Canal Imperial de Aragón (DGA), considerado bien de interés cultural.